# Rugby Europe Championship 2024
El Rugby Europe Championship de 2024 fue la octava edición bajo el nuevo formato del segundo torneo de rugby más importante de Europa después del Torneo de las Seis Naciones.

## Participantes
- Alemania
- Bélgica
- España
- Georgia
- Países Bajos
- Polonia
- Portugal
- Rumania

## Fase de grupos
|  | Clasificados a las semifinales por el título.        |
|  | Clasificados a las semifinales por el quinto puesto. |

### Grupo A
| Pos. | Equipo       | Encuentros | Encuentros | Encuentros | Encuentros | Tantos  | Tantos    | Tantos     | Puntos Bonus | Puntos Totales |
| Pos. | Equipo       | jugados    | ganados    | empatados  | perdidos   | a favor | en contra | diferencia | Puntos Bonus | Puntos Totales |
| ---- | ------------ | ---------- | ---------- | ---------- | ---------- | ------- | --------- | ---------- | ------------ | -------------- |
| 1    | Georgia      | 3          | 3          | 0          | 0          | 97      | 30        | +67        | 2            | 14             |
| 2    | España       | 3          | 2          | 0          | 1          | 50      | 61        | -11        | 1            | 9              |
| 3    | Países Bajos | 3          | 1          | 0          | 2          | 67      | 64        | +3         | 1            | 6              |
| 4    | Alemania     | 3          | 0          | 0          | 3          | 35      | 94        | -59        | 0            | 0              |

#### Partidos grupo A
| 3 de febrero | Países Bajos | 18 - 20 | España |  |  |

| 4 de febrero | Alemania | 17 - 28 | Georgia |  |  |

| 10 de febrero | Georgia | 31 - 10 | Países Bajos |  |  |

| 11 de febrero | España | 27 - 5 | Alemania |  |  |

| 17 de febrero | Georgia | 37 - 3 | España |  |  |

| 18 de febrero | Países Bajos | 39 - 13 | Alemania |  |  |

### Grupo B
| Pos. | Equipo   | Encuentros | Encuentros | Encuentros | Encuentros | Tantos  | Tantos    | Tantos     | Puntos Bonus | Puntos Totales |
| Pos. | Equipo   | jugados    | ganados    | empatados  | perdidos   | a favor | en contra | diferencia | Puntos Bonus | Puntos Totales |
| ---- | -------- | ---------- | ---------- | ---------- | ---------- | ------- | --------- | ---------- | ------------ | -------------- |
| 1    | Portugal | 3          | 2          | 0          | 1          | 109     | 41        | +68        | 3            | 11             |
| 2    | Rumania  | 3          | 2          | 0          | 1          | 77      | 75        | +2         | 1            | 9              |
| 3    | Bélgica  | 3          | 2          | 0          | 1          | 59      | 49        | +10        | 1            | 9              |
| 4    | Polonia  | 3          | 0          | 0          | 3          | 25      | 105       | -80        | 0            | 0              |

#### Partidos grupo B
| 3 de febrero | Bélgica | 10 - 6 | Portugal |  |  |

| 4 de febrero | Polonia | 8 - 20 | Rumania |  |  |

| 10 de febrero | Rumania | 33 - 18 | Bélgica |  |  |

| 10 de febrero | Portugal | 54 - 7 | Polonia |  |  |

| 17 de febrero | Rumania | 24 - 49 | Portugal |  |  |

| 17 de febrero | Bélgica | 31 - 10 | Polonia |  |  |

## Fase final

### Zona de Bronce

#### Semifinales de bronce
| 2 de marzo | Países Bajos | 54 - 7 | Polonia |  |  |

| 2 de marzo | Bélgica | 11 - 21 | Alemania |  |  |

#### Séptimo puesto
| 17 de marzo | Polonia | 8 - 34 | Bélgica |  |  |

#### Quinto puesto
| 17 de marzo | Países Bajos | 45 - 0 | Alemania |  |  |

### Zona Campeonato

#### Semifinales
| 2 de marzo | Georgia | 43 - 5 | Rumania |  |  |

| 3 de marzo | Portugal | 33 - 30 | España |  |  |

#### Tercer puesto
| 17 de marzo | Rumania | 33 - 40 | España |  |  |

#### Final
| 17 de marzo | Georgia | 36 - 10 | Portugal |  |  |